# Международный день защиты детей
Международный день защиты детей — международный день, призванный привлечь внимание людей к проблемам, с которыми сталкиваются дети на всей планете.
День защиты детей отмечается ежегодно 1 июня, учреждён в ноябре 1949 года в Париже решением конгресса Международной демократической федерации женщин, впервые отмечался в 1950 году. Кроме того, детям посвящены Всемирный день ребёнка (20 ноября), Международный день невинных детей — жертв агрессии (4 июня) и День защиты детей Африки (16 июня). На уровне международного права основным документом является Конвенция о правах ребенка, принятая ООН 20 ноября 1989 года и ратифицированная Союзом ССР 13 июля 1990 года.

## Защита детей в России
Права детей в Российской Федерации защищает Федеральный закон «Об основных гарантиях прав ребенка в Российской Федерации» от 24 июля 1998 года. Он устанавливает основные гарантии прав и законных интересов ребенка, предусмотренных Конституцией Российской Федерации. Государство признаёт детство важным этапом жизни человека и исходит из принципов приоритетности подготовки детей к полноценной жизни в обществе, развития у них общественно значимой и творческой активности, воспитания в них высоких нравственных качеств, патриотизма и гражданственности. В России существует система местных органов опеки и попечительства, которая призвана следить за благополучием детей в семьях на своей территории, а также местные и федеральный уполномоченные по правам ребёнка.

## Защита права на жизнь
Противники абортов выбрали этот день для проведения акций в защиту права нерождённых детей на жизнь. В различных странах мира (США, Чехии, Литве, Белоруссии и пр.) они собираются 1 июня или в один из ближайших дней, чтобы привлечь внимание широкой общественности к проблеме абортов.
В России также проводятся акции против абортов, такие как автопробег, крестный ход, марш, митинг, молебен, пикет, просмотр фильмов с последующим обсуждением, раздача информационных материалов, приостановка абортов медицинскими учреждениями и другие.
В 2016 году Патриарх Кирилл к Международному дню защиты детей приурочил специальное обращение с призывом внести пожертвования для поддержки женщин в кризисной жизненной ситуации. 29 мая, в последнее воскресенье месяца, оно было зачитано в каждом храме, сопровождаясь сбором денежных средств для создания центров гуманитарной помощи женщинам, ожидающим ребёнка. Сбор средств, проходивший по всей стране, принёс 38 млн рублей, которые должны пойти на создание новых центров гуманитарной помощи.

## Помощь онкологическим больным
В Санкт-Петербурге к Международному дню защиты детей приурочена акция «Белый цветок», которая при поддержке Правительства Санкт-Петербурга проводится на ежегодной основе с 2012 года. Цель акции — сбор средств для тяжелобольных детей и привлечение внимания общества к проблемам онкологии.
Среди мероприятий 2016 года можно упомянуть прошедший в Москве благотворительный концерт Дмитрия Хворостовского, сборы от которого также предназначены для оказания помощи детям с онкологическими заболеваниями.

## Другие акции поддержки детей
Ежегодные акции в поддержку детей к этой дате приурочивает Российский детский фонд: 1 июня 2017 года они проходили в 30-й раз. Программа московских мероприятий в 2017 году предусматривала посещение постановок московских театров для более чем 10 000 детей социально незащищённых категорий из 25 регионов России, а также из пяти стран СНГ. Кроме того, предусматривалось вручение подарков детям, находившимся на лечении в ряде больничных учреждений столицы. Региональная часть программы, организуемая силами 74 отделений фонда, предусматривала театральные представления и подарки для более чем 100 000 детей.

## В филателии
В СССР выпускались почтовые марки, посвящённые Международному дню защиты детей.

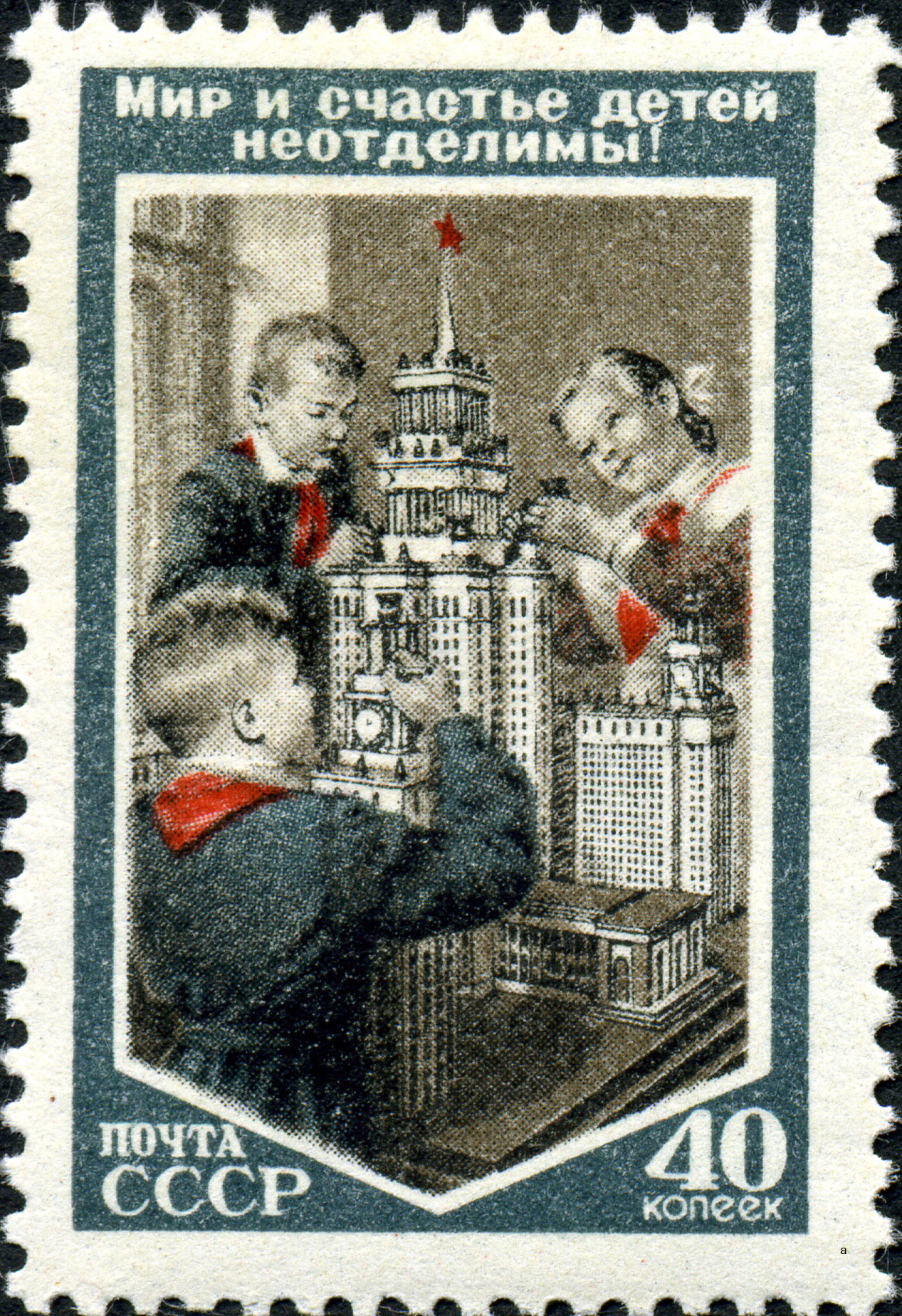
Почтовая марка СССР, 1953 год
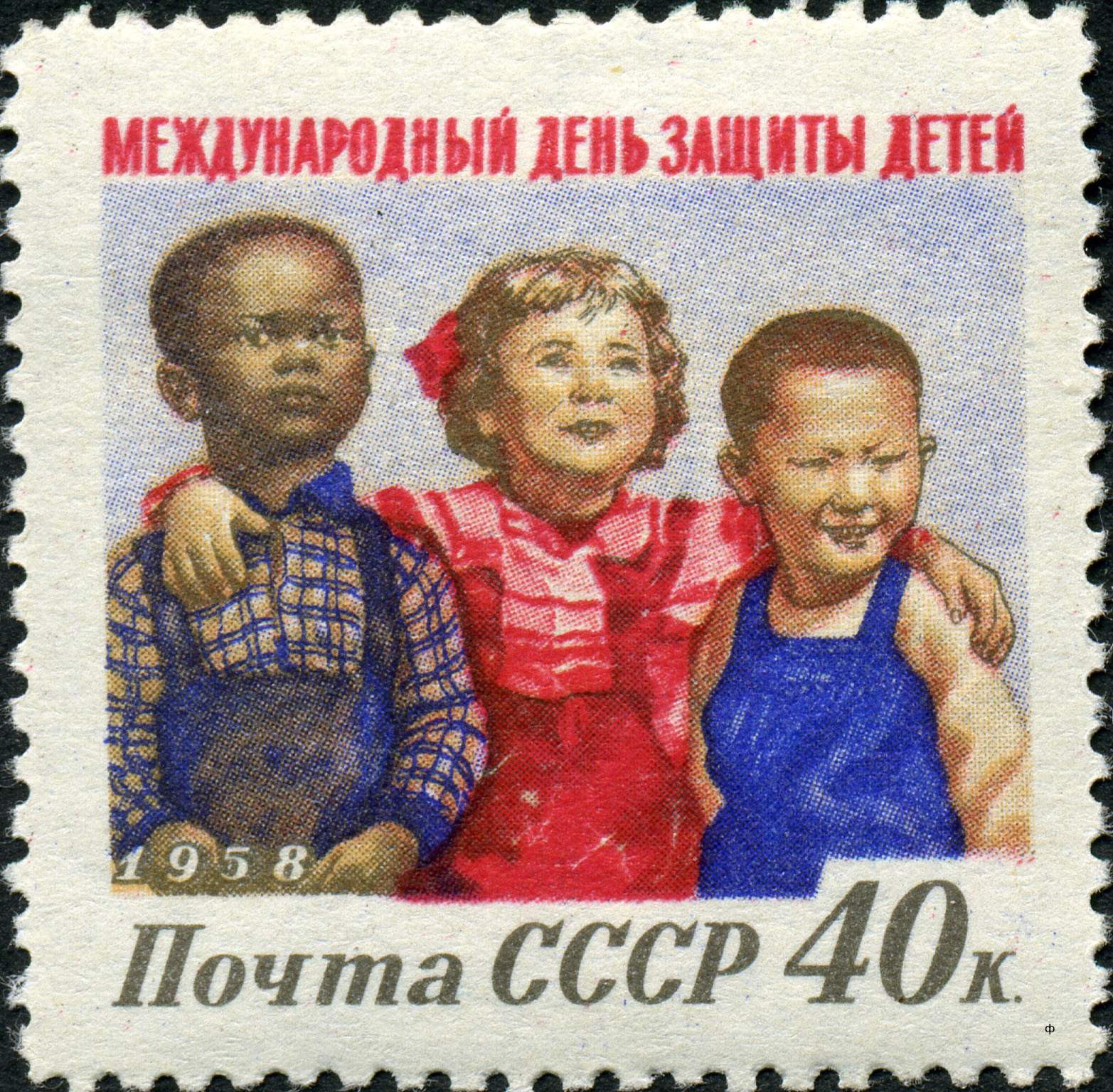
Почтовая марка СССР 1958 года, посвящённая Международному дню защиты детей, с изображением детей разных народов мира. (ЦФА [АО «Марка»] № 2161)
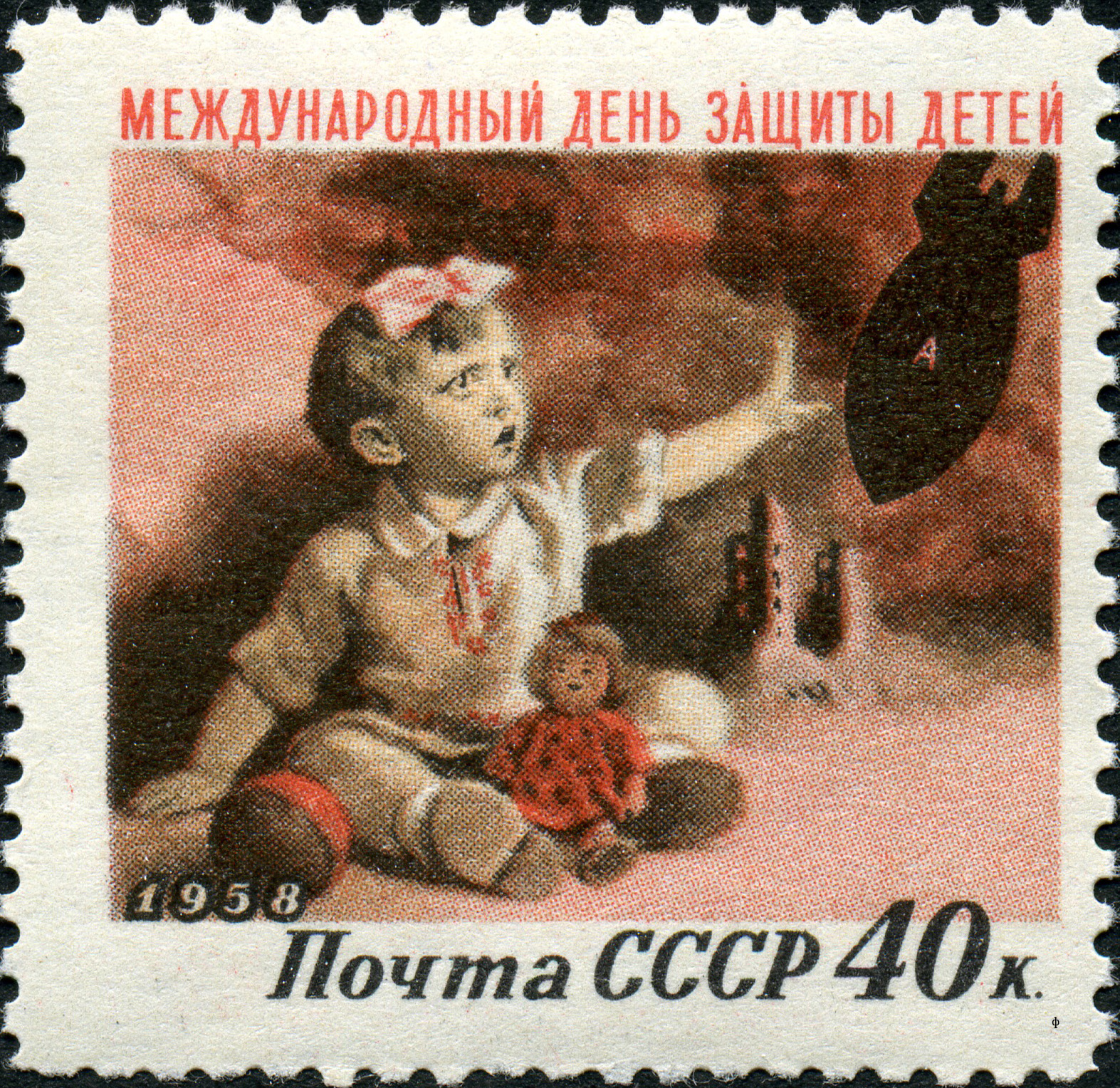
Почтовая марка СССР 1958 года, посвящённая Международному дню защиты детей. Нет атомной войне
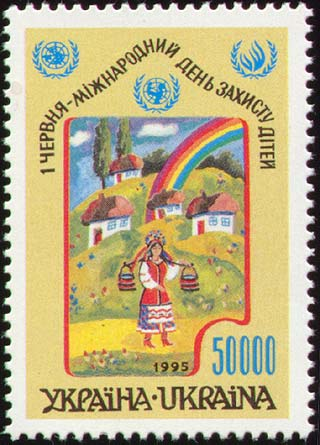
Почтовая марка Украины, 1995 год